# Mistrzostwa Polski w kolarstwie przełajowym 1977
Mistrzostwa Polski w kolarstwie przełajowym 1977 odbyły się w Szczecinie.

## Wyniki
- Grzegorz Jaroszewski (Żyrardowianka)[1]
- Ryszard Prill (Neptun Pruszcz Gdański)
- Krzysztof Kula (Pomorzanin Nowogard)